# クリアン
クリアン（Khleangs、クメール語: ឃ្លាំង）は、カンボジアにあるアンコール遺跡群のうち、アンコール・トムの王宮の東側に位置する2つのヒンドゥー教遺跡である。象のテラスと向かい合ったプラサット・スゥル・プラットの12塔のすぐ後方（東）にあって、王宮から勝利の門へと続く王道により、北と南に別個に分断されている。その目的が未だ分かっていない2つの建造物であり、それらは南北軸沿いに配置されている。
2つの建造物は同時期に築かれたものでなく、北側の建物「北クリアン」は、王ジャヤーヴァルマン5世（在位968-1000年）のもと建造され、南側の建物「南クリアン」は、彼の継承者スーリヤヴァルマン1世（在位1002-1050年）のもとで建設されたが、それらは同様の設計である（南クリアンのほうがわずかに狭い）。それらにはクリアン様式という名が与えられ、中央にカーラ（kala、キールティムカ）がある比較的簡素なまぐさ（リンテル）により特徴づけられる。他のその様式の建造物としては、ピミアナカスやタ・ケウ 、王宮の塔門などがある。
長方形の砂岩の建造物である「クリアン」は「収蔵庫」を意味し、寺院の宝物庫ないし王室財宝を収蔵した寺院ともされるが、これがその構造物の機能であったとは考えにくく、忠誠の王の誓いがクリアンの1つの入口に刻まれていることから、それが訪問した貴族や大使らのための応接の場もしくは同じような住宅としての役目を果していた可能性が示唆される。北クリアンは、ラージェンドラヴァルマン（在位944-968年）のもと木材で建てられ、おそらくその後、南クリアンの建設前にジャヤーヴァルマン5世によって石材により改築された。